# Fremdenpolizei
Fremdenpolizei ist die Bezeichnung der Ausländerbehörde in der Schweiz und Österreich.

## Österreich
Sie ist bei den Bezirkshauptmannschaften und Bundespolizeidirektionen angesiedelt und regelt alle Angelegenheiten des Fremdenpolizeirechts. Davon zu unterscheiden sind die Angelegenheiten des Niederlassungsrechts. Niederlassungsbehörden sind die Bezirkshauptmannschaften und – in Städten mit eigenem Statut – die Magistrate.
In Wien sind die Aufgaben der Niederlassungsbehörde bei der Magistratsabteilung 35 (MA 35) angesiedelt; die Fremdenpolizeiangelegenheiten werden in Wien vom Fremdenpolizeilichen Büro der Landespolizeidirektion Wien besorgt.

### Hauptunterschied Fremdenpolizeirecht – Niederlassungsrecht
Das österreichische Fremdenpolizeigesetz 2005 (FPG) regelt das Verfahren der Fremdenpolizei über die Erteilung von Einreisetiteln, über die Zurückweisung, die Erlassung von aufenthaltsbeendenden Maßnahmen, die Abschiebung, die Duldung, die Vollstreckung von Rückführungsentscheidungen von EWR-Staaten und die Ausstellung von Dokumenten für Fremde. Das Niederlassungs- und Aufenthaltsgesetz (NAG) regelt demgegenüber die verschiedenen Aufenthaltstitel und deren Erteilungsvoraussetzungen bei Aufenthalten von in der Regel mehr als sechs Monaten. Für kürzere Aufenthalte gilt, von wenigen Ausnahmen abgesehen, europäisches Unionsrecht, das in der Verordnung (EU) 2018/1806 (EU-Visum-Verordnung) und in der Verordnung (EG) Nr. 810/2009 (Visakodex) kodifiziert ist.
Die Fremdenpolizei als Teil der Sicherheitsverwaltung arbeitet in verschiedenen Fragen eng mit anderen Behörden zusammen. Zum Teil sind andere Behörden verpflichtet, bei bestimmten Vorkommnissen, an denen Fremde beteiligt sind, die Fremdenpolizei zu verständigen (z. B. im Falle von strafgerichtlichen Verurteilungen).

## Schweiz
Die Fremdenpolizei nimmt als kommunale oder kantonale Behörde die Aufgabe wahr, Ausländerrecht des Bundes zu vollziehen. Sie ist zuständig für Einreise- und Aufenthaltsbewilligungen, Asylbewerber und Ausschaffungen. In den meisten Kantonen wurde die frühere Fremdenpolizei in Migrationsamt umbenannt. Die Oberaufsicht über die kantonalen Behörden hat die 1917 vom Bundesrat mittels Notverordnung gegründete eidgenössische Fremdenpolizei. Die neue Behörde zentralisierte und professionalisierte die Kontrolle von Ausländern an der Grenze und im Land selber.